# Kinh tế Đông Timor
Kinh tế Đông Timor được Ngân hàng Thế giới xếp hạng là nền kinh tế thu nhập thấp. Nước này xếp thứ 158 theo Chỉ số phát triển con người. 20% dân số thất nghiệp và 52,9% sống với ít hơn 1,25 USD một ngày. Khoảng một nửa dân số mù chữ.
Theo dữ liệu thống kê năm 2010, 87,7% gia đình ở đô thị và 18,9% ở nông thôn có điện, tỉ lệ chung là 36,7%.
Nước này tiếp tục phải gánh vác hậu quả của cuộc đấu tranh giành độc lập trước Indonesia kéo dài nhiều thập kỉ, khiến cơ sở hạ tầng bị hư hỏng và hàng nghìn dân thường mất nhà cửa.
Năm 2007, mất mùa khiến một số khu vực của Đông Timor chết đói. Tháng 11 năm 2007, mười một tiểu khu vẫn cần quốc tế viện trợ lương thực.
Đông Timor vẫn chưa có luật về bằng sáng chế.